# Matte Hedenskog
Manfrid Mathias (Matte) Hedenskog, född 14 oktober 1910 i Arvika stadsförsamling, Arvika, Värmlands län, död 30 juni 1975 i Sulvik, Älgå församling, Värmlands län, var en svensk målare.
Han var son till intendenten Anders Gustaf Hedenskog och Elisabeth Roth. Han var brorson till karikatyrtecknaren Carl Jacobsson.
Matte Hedenskog studerade vid Konsthögskolan i Stockholm 1934–1937, varefter han åkte på studieresa till Paris 1937. Han medverkade i en samlingsutställning i Arvika 1933, men var mycket sparsam med utställningar. Hans tavlor förekommer på auktioner.
Hans konst består av porträtt, stilleben och karikatyrer.